# Piazzogna
Piazzogna es una antigua comuna suiza del cantón del Tesino, localizada en el distrito de Locarno, círculo de Gambarogno.

## Fusión
A partir del 25 de abril de 2010 la comuna de Caviano es una de las nueve "fracciones" de la comuna de Gambarogno, junto con las antiguas comunas de Caviano, Contone, Gerra (Gambarogno), Indemini, Magadino, San Nazzaro, Sant'Abbondio y Vira (Gambarogno).
Piazzogna fue una de las ocho comunas en aprobar la votación consultativa del 27 de noviembre de 2007 en la que se preguntaba a los votantes si estaban de acuerdo con la fusión de las nueve comunas en una sola denominada Gambarogno. En Piazzogna de un total de 202 votos (67,5 % de participación), 138 fueron a favor (69%), mientras que 62 fueron desfavorables (31%).

## Geografía
Piazzogna se encuentra situada a orillas del lago Mayor. La antigua comuna limitaba al norte con las comunas de Locarno, Muralto y Minusio, al este con Vira (Gambarogno), al sur con Indemini, y al oeste con San Nazzaro.